# مارينا وايزمان
مارينا كيتروسر دي ويزمان (26 تشرين الثاني/نوفمبر 1920 - 1997) كانت مهندسة معماريّة وناقدة وكاتبة أرجنتينيًا؛ اشتهرت بعدما حصلت على جائزة أمريكا (بالإسبانية: Premio América)‏ في عام 1987.

## السيرة الذاتيّة
وُلدت مارينا وايزمان في بوينس آيرس وترعرت هناك؛ ثمَّ تخرجت كمهندسة معماريّة من جامعة قرطبة الوطنية في عام 1944، قبل أن تُصبح أستاذةً في الجامعة نفسها منذ عام 1948 عندما تم إنشاء أول كليّة مُصغَّرة للعمارة المعاصرة عام 1971. بين عامي 1956 و1959؛ درّست وايزمان في جامعة توكومان الوطنية مع إنريكو تيديشي وفرانسيسكو بولريتش؛ كما أنشأت معهد إنترونيفرسيتاريو دي هيستوريا دي أركويستورا.
بحلول عام 1974؛ انضمَّت مارينا وايزمان إلى كلية الهندسة المعمارية بالجامعة الكاثوليكية في قرطبة حيث أنشأت معهد التاريخ والحماية في باتريمونيو (كان يُسمَّى حينها معهد التاريخ والمحافظة على التراث؛ ويُطلق عليهِ الآن معهد مارينا وايزمان). أسَّست وطوّرت أيضًا برامج أو ندوات للهندسة المعمارية في أمريكا اللاتينية (بالإسبانية: Seminarios de Arquitectura Latinoamericana)‏ في عام 1985 في مدينتها الأم بوينس آيرس.
حصلت في عام 1987 على «جائزة أمريكا» لأعمالها ومساهماتها الهامَّة في فنِّ العمارة في أمريكا اللاتينية. عملت في عام 1980 بالتعاونِ مع فريدي غويدي وتيريزا ساسي على استعادة وترميم المتحف البلدي خوسيه مالانكا والذي يُعرف اليوم باسمِ مركز قرطبة الثقافي (بالإسبانية: Centro Cultural España Córdoba)‏. عُيِّنت في عام 1991 كأستاذةٍ فخريةٍ في جامعة قرطبة الوطنية؛ وأنشأت في العام التالي في نفسِ الجامعة مركزًا للتدريب البحثي في التاريخ والنظرية والنقد في الهندسة المعمارية والذي يُطلق عليه الآن مركز مارينا وايزمان. ظلَّت عضوًا في الجامعة الوطنية للفنون (بالإسبانية: Universitario Nacional del Arte)‏ إلى أن تُوفَّت عام 1997 في ريو كوارتو (قرطبة) عن عمرٍ ناهزَ الـ 77 سنة.

## قائمة أعمالها
| سنة الإصدار | العنوان                                                            | العنوان الأصلي                                                                          | ملاحظات                                         |
| ----------- | ------------------------------------------------------------------ | --------------------------------------------------------------------------------------- | ----------------------------------------------- |
| 1964        | 10 جَولات من قرطبة من خلال هندستها المعمارية                        | 10 recorridos por Córdoba a traves de su arquitectura                                   | بالشراكة مع خوان كارلوس مونتينغرو ورودولفو إماس |
| 1967        | نقدُ وببليوغرافيا تاريخ الهندسة المعمارية                           | crítica y bibliografia de historia de la arquitectura                                   |                                                 |
| 1974        | بعضُ المفاهيم الأساسيّة لدراسةِ الهندسة المعمارية في أمريكا اللاتينية | Algunos conceptos críticos para el estudio de la arquitectura latinoamericana           |                                                 |
| 1976        | كندا: الهندسة المعماريّة في المستشفيات                              | Canadá : arquitectura educacional y hospitalaria                                        |                                                 |
| 1977        | الهيكلُ التاريخيّ للبيئة                                             | La estructura histórica del entorno                                                     |                                                 |
| 1978        | وثائقُ لتاريخ العمارة الأرجنتينيّة                                   | Documentos para una historia de la arquitectura argentina                               | بالشراكة مع رامون جوتيريز                       |
| 1980        |                                                                    | Baudizzione, Erbin, Lestard, Varas                                                      |                                                 |
| 1986        | حكاية الحداثة: العمارة الفتيّة في ألمانيا                           | La parábola de la modernidad : arquitectura joven en Alemania                           |                                                 |
| 1987        | العمارة الاستعمارية الأرجنتينية                                    | Arquitectura colonial argentina                                                         | بالشراكة معَ ريكاردو خيسي ألكسندر                |
| 1989        | 10 من المهندسين المعماريين أمريكا اللاتينية                        | 10 arquitectos latinoamericanos                                                         | بالشراكة مع سيزر ناسيلي                         |
| 1990        | الجزء الداخلي من القصة: التأريخ المعماري في أمريكا اللاتينية       | El interior de la historia : historiografía arquitectónica para uso de Latinoamericanos |                                                 |
| 1991        | العمارة في عصر ما بعد الحداثة                                      | Arquitectura en la era Posmoderna                                                       |                                                 |
| 1995        | الهندسة المعمارية بعيدًا عن التصنيف                                 | La arquitectura descentrada                                                             |                                                 |
| 1996        | قرطبة الأرجنتينية: دليل الهندسة المعمارية                          | Córdoba Argentina, guía de arquitectura                                                 | بالشراكة مع خوانا بوستامينتي وجوستافو سيبالوس   |